# Brondoit
Brondoit is een historisch Belgisch motorfietsmerk.
De bedrijfsnaam was: Ets. S.A. Brondoit & Cie, Herstal, later Luik.
Dit merk werd ook wel Brondoit Herstal genoemd.

## Brondoit
Nicolas Brondoit was schoenmaker van beroep, maar maakte rond 1900 zijn eerste viertakt-inbouwmotoren die door Bayard als hulpmotor in fietsframes werden gemonteerd. Tussen 1902 en 1918 produceerde Brondoit voornamelijk stationaire motoren.

## Ideal Brondoit
SA Brondoit & Cie werd pas in 1919 opgericht. Onder de naam Ideal-Brondoit werden 97cc-tweetakt-hulpmotortjes op de markt gebracht. Vanaf 1925 ging het bedrijf lichte en goedkope 250cc-motorfietsen en gemotoriseerde tandems produceren. Hoewel de merknaam weer "Brondoit" was, komt men op onderdelen toch het woord "Ideal" tegen.

## Le Bussy
In 1927 werd het bedrijf overgenomen door Paul le Bussy. Naast de 250 kwam er nu ook een 350cc-model, en in 1928 zelfs een 500 cc met een Zwitserse MAG-motor. Le Bussy verongelukte in 1928, waarna het bedrijf korte tijd door zijn broer Georges werd geleid. In 1929 werd het bedrijf verkocht aan Olivier Joly, een motorrevisiebedrijf.